# Synemosyna hentzi
Synemosyna hentzi là một loài nhện trong họ Salticidae.
Loài này thuộc chi Synemosyna. Synemosyna hentzi được Elizabeth Maria Gifford Peckham & George William Peckham miêu tả năm 1892.